# 焚風

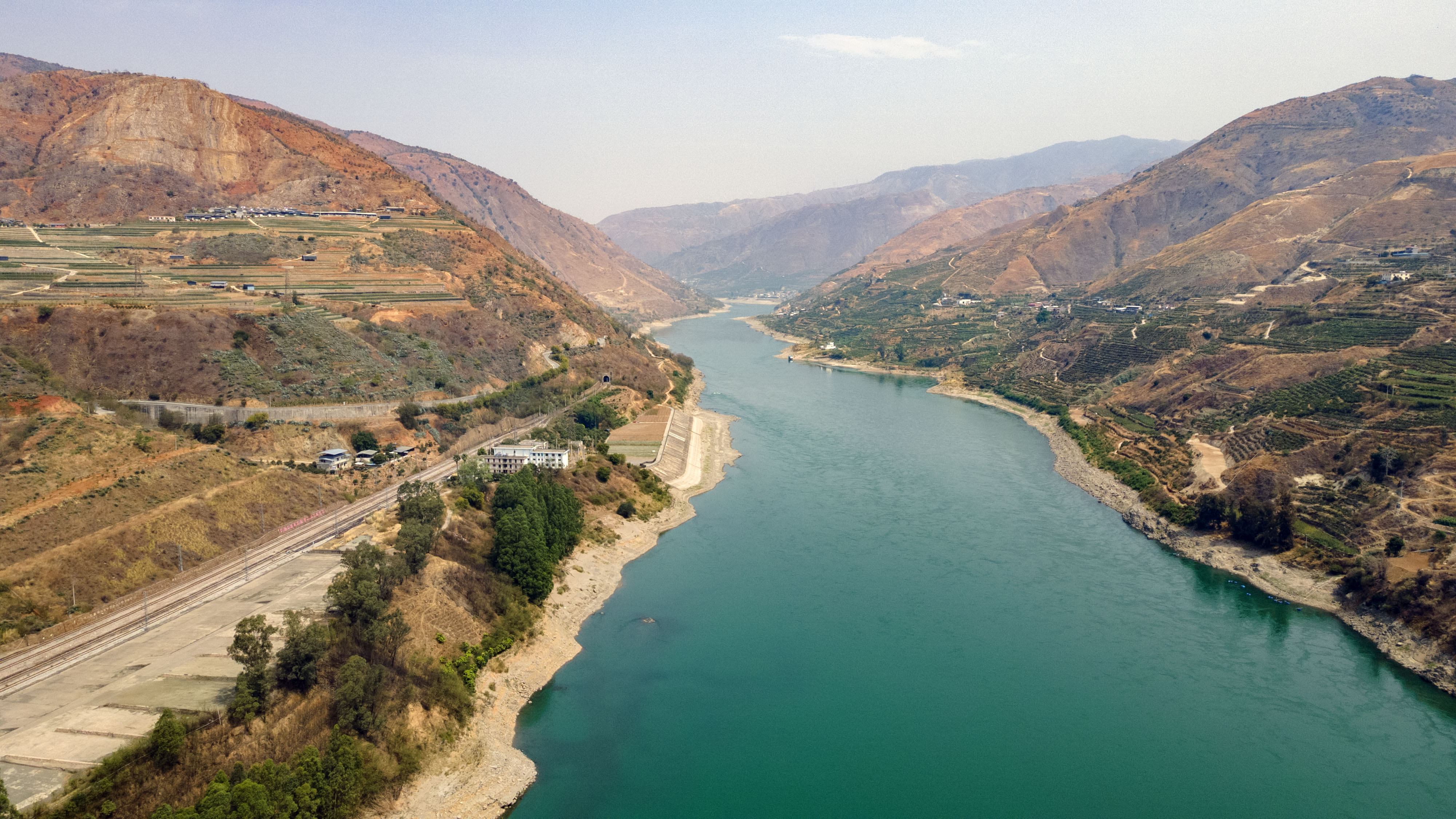
受到焚風效应影响的金沙江干热河谷

焚風或稱火燒風，是出現在山脈背风坡的乾熱風，焚風往往以阵风形势出现，从山上沿山坡向下吹，是一種下坡風。
世界各地幾乎所有的山脈都有類似的风，在中国大陆最有名的风位于新疆的吐鲁番盆地中的火焰山。在各个地方焚风也有不同的名字。在歐洲諸語言中，焚風的名稱来自拉丁语中的“favonius”（意為：温暖的西風），德语中演變为“Föhn”，主要用来指阿尔卑斯山的焚風。此外，類似的风還有地區性的稱呼，比如智利安第斯山脈的焚風稱为帕尔希风，在阿根廷同樣的焚風稱为zonda，美国洛磯山脈東側的焚風叫钦諾克風，在墨西哥称为仓裘风，臺灣民間因其炎熱的特點而稱之為“火燒風”。

## 理论

### 热力学理论
按照热力学理论，焚風与其它风一样是由于气压不同而形成的，山背风面的气压低。在迎风面空气上升，乾絕熱膨胀（随气压的下降温度下降，热量不散发）温度的下降速度约为每上升1000米气温下降10摄氏度，温度的下降使得空气中的水分趋近饱和。当气温下降到露点时空气的相对湿度达到100%，在这种情况下空气继续上升就开始进入湿绝热膨胀的过程了。在这个过程中水不断凝结出来，而空气的相对湿度保持在100%。这个过程中气温下降的速度为略小于0.6℃/100米，接近0.5℃/100米，使得温度相比没有焚风的时候下降缓慢。以至于焚风会使在足够高的山顶上出现相对高温的情况。凝结出来的水在山的迎风面形成云，假如空气继续不断上升会产生雨和雪。从山的背风面看上去可以看到山脊上形成一堵“云墙”，而它的后面则是蓝天。假如焚風非常强的话，也有可能将降雨区带到背风面。
在山脊背后空气开始下降，按照这个理论空气下降的原因是山两边的气压差。在下降过程中空气[绝热压缩]（随气压上升而温度上升，不吸收热），但由于空气的相对湿度随温度上升而下降，这个升温过程完全是干的，没有水蒸发的过程，因此升温的速度大约是1℃/100米，比空气在迎风面上升时要高。同时空气的相对湿度不断降低，造成了干燥的热风。
总之，上升阶段绝热膨胀过程与下降阶段绝热压缩过程的对称性由于其中析出的水被分离掉而被打破了。

#### 热力学理论的缺陷
热力学理论非常形象地解释了焚風形成的原因，因此它也常常被列入教科书中。但是这个理论有许多不足之处，比如其無法解釋為什麽有時焚風在迎風面没有形成雲或降水、或迎风面上升的空气从上方流回而令迎风面上升的空气并不是在背风面下降的空气的情况下也會形成。
此外热空气下降也較不容易理解。

### 动力学理论
虽然空气是气体，但是有时空气也像液体一样会有波浪。在许多情况下空气中会形成大气波。大气波是许多不同的力，比如大气压力差、科里奥利力、引力和阻力相互影响造成的。在许多大气稳定状态下会有大气波产生。今天对焚風的解释主要是一个流体力学的动态学理论。

#### 福祿數
最好的焚風的解释是一个三维的流体力学模型，在这个模型里山谷起一个重要的作用。山谷造成的横向的压缩对于焚風的形成是非常关键的。
在这个模型中福祿數F是一个关键的数据。这个数体现出一个流体系统中惯性力与重力之间的关系。
- F=1的流体称为恰臨界流（简称临界流），在这种情况下常伴生地形波。
- F<1的流体称为亞臨界流，气流越不过障碍物。
- F>1的流体称为超臨界流，气流没有大的震荡就可以越过障碍物。

1. 亚临界流里的惯性力占支配地位，在障碍物前流体升高，流速降低，流体的动力能转化为势能。流体越过障碍物后势能又回转为动能，流体的流速沿障碍物向下加快。
2. 超临界流里流体在障碍物上方被压缩，流体的流速因此加快，它的势能转化为动能，在越过障碍物后它的动能回转为势能。

假如气流获得足够的加速度，以及阻挡气流的障碍物足够大，所以气流被足够强地压缩的话，那么本来的亚临界流可以变成超临界流，在障碍物的背风面这个超临界流就会以极高的速度冲下山坡。冲下山坡后它会遇到山坡下本来处于亚临界流的气流，从而又转变为亚临界流，这个转变是一个断续过程，在超临界流和亚临界流之间会造成激波。这个激波现象实际上每个人都观察到过：水龙头里的水高速冲击到面盆里后会以超临界流的方式向四方冲流，这个冲流是相当平的，其中几乎没有漩涡。但是冲到了一定的距离后它会遇到周围的亚临界流流体，造成一个几乎圆形的激波，这个激波里有非常激烈的漩涡。大气里的气流也是这样的。不同的是，水流在从超临界流过渡到亚临界流时会将其动能施放为热能，而气流则保存这个动能，将它转化为内能。刮焚風的时候可以测量到与上述水龙头的例子相似的漩涡，说明在刮焚風时的确有超临界流存在。

#### 地形波
山等地面障碍物可以在大气中导致地形波。地形波是一种重力波。假如在高空有比较密集的气流（比如因为山的影响），它们会受重力影响下沉，由于惯性的作用会下沉到周围空气比它密集的地方，这样它会受浮力上升，又由于惯性的作用上浮到周围空气比它疏散的地方，再次下沉。这样的地形波的三维形状不变，但波内的气流是在不断流动的，既它平行于流向上的波速分量正好与流速相抵，类似于船匀速行驶产生的V形水波的外形相对于此船不动一样。

#### 缺口动态
缺口动态是焚風中的一个关键元素。假如一座山脉的山脊到处一样高的话，那么这个问题是一个二维的问题，但是几乎所有有强的焚風的山脉比如安第斯山脈、喜马拉雅山、阿尔卑斯山脉等都有通风的山谷。假如气流的福祿數不足以使得气流越过峰顶的话，那么气流会通过这些山谷流过。
今天的焚風理论模型是这样的：一开始的时候在山脉的两侧和周围的气象条件是一个几乎平行的逆温气象。一个低压靠近山脉的一侧（背风侧），开始吸引山脉这一侧的地面冷空气，并通过山谷吸引迎风侧的地面冷空气和山上的热空气。山谷里的气流速度不断提高。假如低压的吸引力足够强的话，那么在山谷周围迟早会形成超临界流，山谷对气流的压缩更加加强这个效应。很快山谷里的气流就达到了其最高速度。上方的热空气也被吸引下沉，在背风的山坡上会形成超临界流。这个效应不断向山脊扩展，最后整个山脊上都会形成超临界流。焚風从山谷开始，扩展到整个山脊。

#### 降雨
降水不是焚風的必要条件，1984年发表的一个统计表明，在阿尔卑斯山脉10%的焚風没有降雨伴随。

## 对人的影响
焚風气候往往会导致心脏和血液循环疾病以及其它疾病如头痛，令人不適等。

## 外部連結
- Photo of Föhnmauer （页面存档备份，存于） The strong clouds at the mountain ridges where the föhn winds form are called Föhnmauer (Föhn wall).
- Illustration （页面存档备份，存于）
- Movie of a Föhn situation in the Swiss Alps （页面存档备份，存于）
- East Scotland warmth due to Foehn Effect （页面存档备份，存于）
- Foehn chart provided by meteomedia/meteocentrale.ch （页面存档备份，存于）